# Municipio de Eldred (Dakota del Norte)
El municipio de Eldred (en inglés: Eldred Township) es un municipio ubicado en el condado de Cass en el estado estadounidense de Dakota del Norte. En el año 2010 tenía una población de 106 habitantes y una densidad poblacional de 1,15 personas por km².

## Geografía
El municipio de Eldred se encuentra ubicado en las coordenadas 46°46′2″N 97°28′58″O / 46.76722, -97.48278. Según la Oficina del Censo de los Estados Unidos, el municipio tiene una superficie total de 91.79 km², de la cual 91,41 km² corresponden a tierra firme y (0,41 %) 0,38 km² es agua.

## Demografía
Según el censo de 2010, había 106 personas residiendo en el municipio de Eldred. La densidad de población era de 1,15 hab./km². De los 106 habitantes, el municipio de Eldred estaba compuesto por el 100 % blancos. Del total de la población el 0 % eran hispanos o latinos de cualquier raza.